# Jazzahead
Die Jazzahead (Eigenschreibweise: jazzahead!) ist eine seit 2006 jährlich in der Messe Bremen veranstaltete Jazz-Fachmesse. Neben der viertägigen Fachmesse betreibt die jazzahead! ein internationales Festival in Bremen.

## Hintergrund
Als internationales Jazz-Branchentreffen besteht die jazzahead! aus den Modulen Fachmesse und Showcase-Festival. Die künstlerischen Leiter der jazzahead! sind Ulrich Beckerhoff und Peter Schulze, die 2006 gemeinsam mit dem Geschäftsführer der Messe Bremen, Hans-Peter Schneider, die Veranstaltung begründeten und bis 2023 verantworten. Der Journalist Götz Bühler wird gemeinsam mit der Projektleiterin Sybille Kornitschky ab 2024 die neue Doppelspitze von jazzahead! bilden.

## Die Fachmesse
2019 nahmen über 3.400 Fachteilnehmer und ausstellende Firmen aus 64 Nationen teil. Insgesamt 18.114 Besucher (2018: 17.362) erlebten die Messe und die rund 100 Konzerte am Messewochenende, u. a. in Showcases und CLUBNIGHT.

## Das jazzahead! Festival
Daneben engagiert sich die jazzahead! in der Stadt Bremen und betreibt ein Festival, welches etwa zwei Wochen vor der Fachmesse beginnt. In diesem Festival wird die Jazzszene eines jährlich wechselnden Partnerlandes in Bremen vorgestellt.
Am Messe-Wochenende verdichtet sich das Programm: Auch die Showcase-Konzerte sind offen für das breite Publikum (nicht nur für Fachbesucher), das Galakonzert zeigt Jazz-Größen aus dem Partnerland und die jazzahead! Clubnight (seit 2011, vorher 2011–2014 jazzahead! ŠKODA clubnight) findet in zahlreichen Spielstätten (2019:34) in Bremen statt.
Das Jazzfestival bietet sowohl einige bekannte Namen als auch junge, noch nicht am Markt durchgesetzte Band-Projekte und Nachwuchskünstler in zahlreichen Konzerten.

### Partnerländer
Seit 2011 gibt die jazzahead! jährlich wechselnd einem Land die Möglichkeit, sich mit seiner Jazz- und Kulturszene in Bremen zu präsentieren. Mit zahlreichen Kultureinrichtungen der Region wird ein mehrwöchiges Kulturfestival veranstaltet.
- 2011: Türkei
- 2012: Spanien
- 2013: Israel
- 2014: Dänemark
- 2015: Frankreich
- 2016: Schweiz
- 2017: Finnland
- 2018: Polen
- 2019: Norwegen
- 2022: Kanada
- 2023: Deutschland
- 2026: Schweden

## German Jazz Expo und Preis für deutschen Jazz-Journalismus
Seit 2012 finden alle Maßnahmen zur besseren Vernetzung der deutschen Jazzszene inner- und außerhalb Deutschlands auf der jazzahead! unter dem Label German Jazz Expo statt. Neben den acht Showcase-Konzerten gehört dazu auch eine zentrale Messepräsenz, der German Market.  Seit 2022 findet zugleich auch die Verleihung des Deutschen Jazzpreises in Bremen statt.
Zur German Jazz Expo gehören darüber hinaus auch weitere Programminhalte im Zusammenhang mit der deutschen Jazzszene –  z. B. bestimmte Panels zu Themen, die insbesondere für die deutschen Teilnehmer von  Aktualität sind, oder auch der zweijährig vergebene Preis für deutschen Jazzjournalismus.
Seit 2012 wird der von der Dr. E.A. Langner-Stiftung gestiftete und mit 5.000 € dotierte „Preis für deutschen Jazzjournalismus“ verliehen.
Preisträger
- 2012: Hans-Jürgen Linke
- 2013: Ralf Dombrowski
- 2015: Wolf Kampmann
- 2017: Martin Laurentius
- 2019: Stefan Hentz
- 2022: Manuela Krause

Für den Export des deutschen Jazz auf der jazzahead!, wird die Messe Bremen seit 2015 mit Bundesmitteln gefördert.

## jazzahead!-Award
Mit dem 15.000 Euro dotierte jazzahead!-Award wurden herausragende Persönlichkeiten der internationalen Branche geehrt, die sich in besonderem Maße um den Jazz als Kulturgut verdient gemacht haben. Dieser Jazzpreis wurde bis 2014 von den Škoda gesponsert.
Preisträger
- 2006: Manfred Eicher, Produzent ECM Records
- 2007: Joe Zawinul, österreichischer Jazz-Musiker
- 2008: Karsten Jahnke, deutscher Konzertveranstalter[7]
- 2009: Norma Winstone, britische Jazz-Sängerin[8]
- 2010: John McLaughlin, britischer Jazz-Gitarrist
- 2011: Claude Nobs, Organisator des Montreux Jazz Festival, Laudator Siggi Loch vom Label ACT[7]
- 2012: Siggi Loch, Musikmanager, Produzent und Gründer des Jazzlabels ACT
- 2013: Han Bennink, Musiker Percussionist
- 2014: Jan Persson, Fotojournalist